# UTC 오프셋

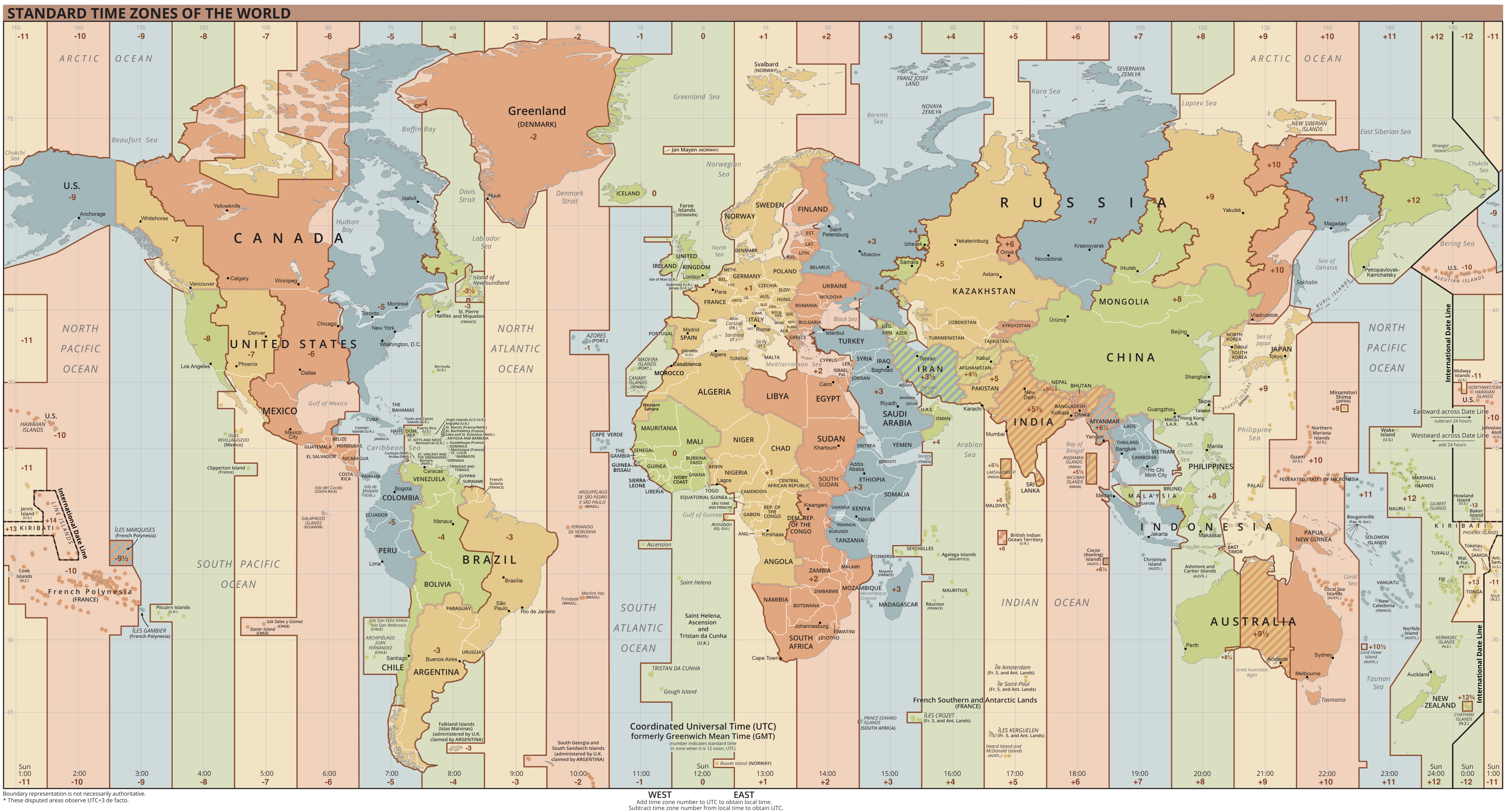
현재 시간대의 세계 지도

UTC 오프셋(UTC offset)은 특정 장소에서 UTC(협정 세계시)와 현지 태양시 간의 시간 및 분 차이이다. 이 차이는 UTC를 기준으로 표현되며 일반적으로 ±[hh]:[mm], ±[hh][mm] 또는 ±[hh] 형식으로 표시된다. 따라서 설명되는 시간이 UTC보다 2시간 빠른 경우(예: 르완다 키갈리[약 30° E]) UTC 오프셋은 "+02:00", "+0200" 또는 간단히 "+02"이다.
관례적으로 세계의 모든 거주 장소에는 15분의 배수인 UTC 오프셋이 있지만 대부분의 오프셋은 전체 시간으로 명시된다. 국가 표준시에서는 경도에 맞게 UTC 오프셋과 다른 시간대를 사용하는 경우가 많다.

## 같이 보기
- ISO 8601